# Alameda de Hércules
Pour les articles homonymes, voir Alameda.
La Alameda de Hércules (traduisible en français par promenade d'Hercule ou par peupleraie d'Hercule), populairement appelée la Alameda par les Sévillans, est un parc public situé dans le centre historique de Séville, en Andalousie (Espagne). Créé en 1574, il est le deuxième plus ancien jardin public d'Europe après le Paseo del Prado de Madrid, créé en 1570. Il constitue le plus vaste espace public du centre historique de la ville.

## Situation
Elle se trouve au nord de la vieille ville, à l'intérieur des anciennes murailles, dans le quartier de Feria (district Casco Antiguo). Entièrement pavée depuis 2008, elle est bordée de platanes et possède plusieurs fontaines et des jets d'eau.

## Histoire

### DuVIeauXVesiècle

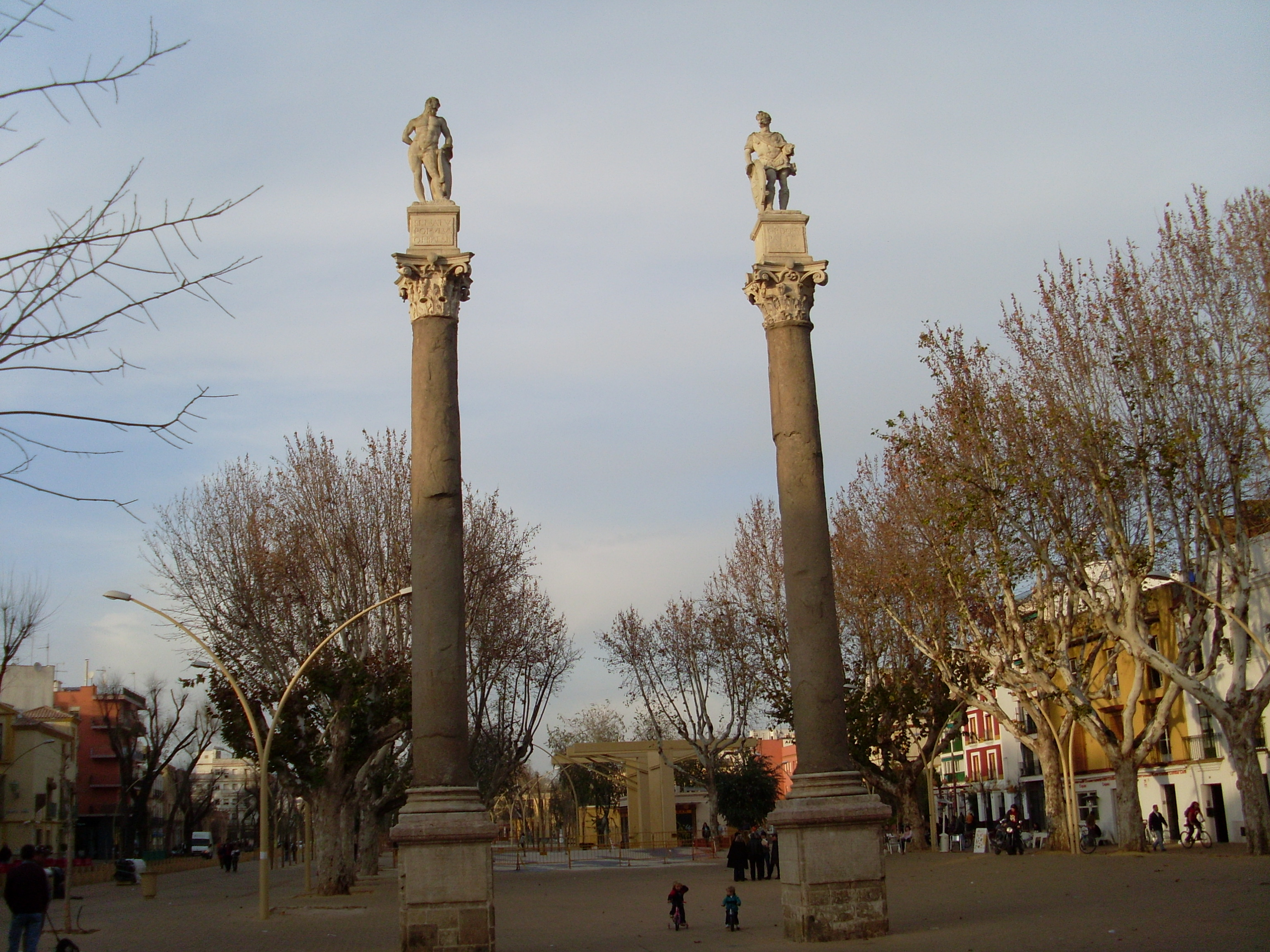
L'extrémité sud de la Alameda en 2008, avec les colonnes de César et Hercule.

À l'origine, un bras mineur du Guadalquivir, partant de l'actuel pont de la Barqueta, traversait la vieille ville jusqu'au quartier de l'Arenal. Un mur construit par les Wisigoths entre 560 et 580 le long du fleuve principal permit son assèchement partiel, en tout cas durant les mois d'été. La zone, qui constitue le point le plus bas de la ville, continua à être régulièrement inondée lors des nombreux débordement du fleuve et fut connue par la suite sous les noms de Lagune de la Feria et de Lagune de la Peste. Huit siècles plus tard, à la suite des inondations de 1383, le cabildo sévillan réalisa des travaux consistant à combler la zone située entre le fleuve principal et la muraille entourant le centre historique, dans lequel se trouvait la lagune,. Cette zone asséchée prit le nom de Patín de las Damas.

### XVIesiècle
De nouveaux travaux furent effectués en 1513 pour tenter d'empêcher que l'eau ne pénètre dans la zone de la lagune par le sous-sol (en communication avec le Guadalquivir) et pour faciliter l'évacuation de l'eau de pluie provenant des quartiers voisins. Dix ans plus tard, la muraille fut renforcée et des arbres furent plantés pour retenir le terrain sur lequel elle était construite, du côté du Guadalquivir. La place, qui était à l'époque utilisée pour des tournois, des joutes et des jeux engageant des taureaux, continua malgré tout à être régulièrement envahie par l'eau, notamment en été et il n'était pas rare de devoir la traverser en bateau. Le problème fut réglé lorsque le corrégidor Francisco Zapata y Cisneros, comte de Barajas, décida en 1574 de combler la zone et de drainer le terrain où allait être construite la promenade d'ici à 1578 grâce à un système d'irrigation. Des rangées de peupliers furent plantées. Le tracé de la place, qui prit de nom d'Alameda, est l'œuvre d'Asencio de Maeda. Trois fontaines décorées de sculptures symboliques représentant Bacchus, Neptune et les nymphes y furent installées. Elles furent dessinées par Diego de Pesquera et Juan Bautista Vázquez et exécutées par la fonderie de Bartolomé Morel. L'eau des fontaines, de grande qualité, provenant de la Source de l'Archevêque, était vendue par des vendeurs d'eau, auxquels furent confiés l'irrigation et le nettoyage du parc. Le comte nomma en outre un gendarme pour surveiller la promenade,.
Au sud de la place furent érigées deux colonnes. Elles proviennent d'un temple romain dédié au dieu Mars dont les vestiges se trouvent encore au XXIe siècle à son emplacement d'origine, à la rue Mármoles. Les colonnes sont surmontées des statues d'Hercule (fondateur légendaire de Séville) et de Jules César (qui restaura la ville, connue alors sous le nom d'Híspalis), toutes deux sculptées par Diego de Pesquera. La première est une copie de 1574 en marbre de l'Hercule Farnèse,,,.
En 1585, le couvent de la Encarnación vieja de los Carmelitas déménagea sur la Alameda sous le nom de couvent de Notre Dame de Belén.
Le parc fut pris comme modèle par d'autres villes des deux côtés de l'Atlantique, notamment en 1578 pour la Promenade de San Pablo d'Ecija, en 1592 pour la Promenade Centrale (Alameda Central) de Mexico et en 1611 pour la Promenade de los Descalzos de Lima.
Malgré les murailles de la ville et le système d'irrigation, la Alameda, proche du fleuve et quasiment au même niveau que lui, constituait encore alors une des zones les plus facilement inondables de la ville. En 1649 par exemple, année pendant laquelle près de la moitié de la population de la ville fut décimée par une épidémie de peste, on raconte que la Alameda était navigable.

### DuXVIIIeauXXesiècle
En 1764, 1 600 peupliers furent plantés sur la place, à la demande du corrégidor Larumbe, trois nouvelles fontaines furent érigées et le sculpteur Cayetano de Acosta réalisa et érigea au nord de la place deux autres colonnes surmontées de lions et des armoiries de Séville et de l'Espagne. Ces transformations la rendirent suffisamment « digne » au yeux de l'Inquisition pour que s'y tiennent ses autodafés. La Alameda fut éclairée en 1792 par quarante réverbères. Dès 1830, l'endroit fut connu sous le nom Alameda Vieja (Vieille peupleraie, ou vieille promenade). Le nom officiel d'Alameda de Hércules date de 1845.
La place connut plusieurs modifications durant la deuxième moitié du XIXe siècle, notamment à la suite de projets de l'architecte Balbino Marrón en 1851, d'Eduardo García Pérez en 1868 et de Juan Talavera y de la Vega entre 1873 et 1874 : les allées furent redessinées, des arbres furent plantés et d'autres déplacés avant que la totalité des arbres ne fût replantée en 1874. Des bâtiments furent construits au bord de la place, en suivant l'alignement des arbres, pour lui donner une forme plus régulière, rectangulaire.
En 1876, les colonnes furent entourées de barrières. En 1885 fut placée, près des colonnes aux lions, une fontaine de marbre, connue populairement comme la pila del pato (traduisible par « l'évier du canard » ou « le bénitier du canard »), qui se trouvait au XVIe siècle sur la place de San Francisco, derrière l'hôtel de ville. En 2012, elle se trouve sur la place de San Leandro. À la fin du XIXe siècle, la place possédait des kiosques vendant de l'eau, des boissons et du vin, des boutiques de photographes, de tombola, de fleuristes ou de confiseurs et des scènes présentant des spectacles de danse et des concerts. En 1903, les kiosques reçurent l'autorisation de posséder des terrasses couvertes. La promenade fut utilisée pour la célébration de nouvelles fêtes locales comme les veladas de San Juan et de San Pedro, toutes deux au mois de juin, pendant lesquelles les kiosques et les terrasses étaient décorés de lampions colorés. Ces installations disparurent à la fin de la guerre civile,.
Durant la première décennie du XXe siècle, une bande centrale fut délimitée, autour de laquelle les véhicules peuvent depuis circuler.

### XXIesiècle
Au début du XXIe siècle, d'importants travaux de réaménagement eurent lieu. Ils se terminèrent en décembre 2008. Des pavés remplacèrent le sol d'albero (es), les barrières de protection des colonnes furent ôtées et la circulation automobile aux abords de la promenade est depuis restreinte. Un puits de 24 m de profondeur et d'une capacité de 11 500 m3 fut construit sur les vestiges du projet abandonné de métro de 1977, permettant de récupérer les eaux de pluie. Des fontaines et des jets d'eau agrémentent la place.
La Alameda de Hercules est un lieu de promenade et de détente. La place possède des fontaines, des jets d'eau et des places de jeu pour les enfants et est bordée de nombreux bars et restaurants qui en font un lieu de rassemblement privilégié des Sévillans, autant la journée que la nuit. La prostitution, pour laquelle la place a longtemps été connue, avec 35 maisons closes, a totalement disparu.

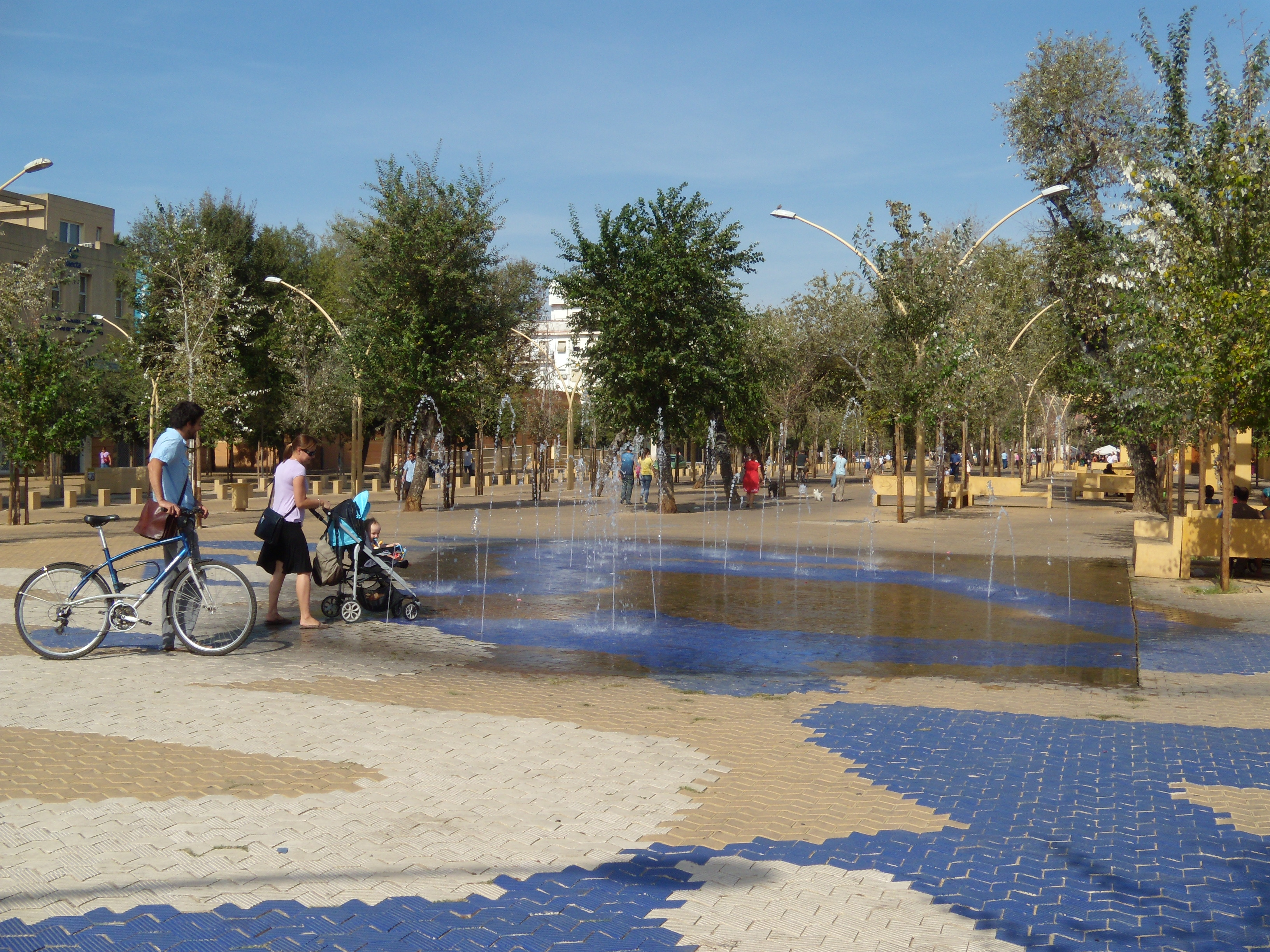
Une fontaine avec jet d'eau en 2009.
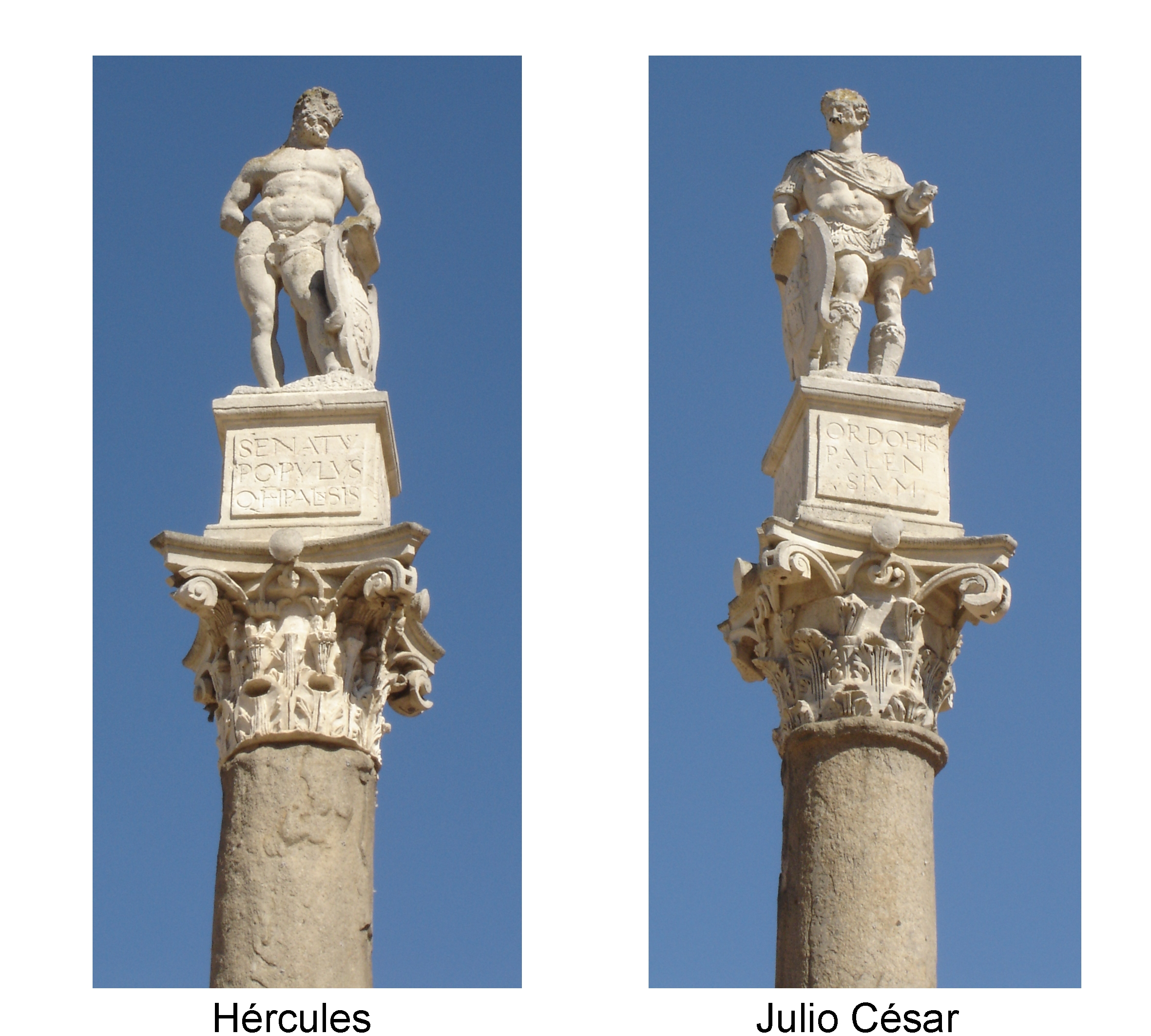
Les colonnes d'Hercule et de César situées au sud de la place.
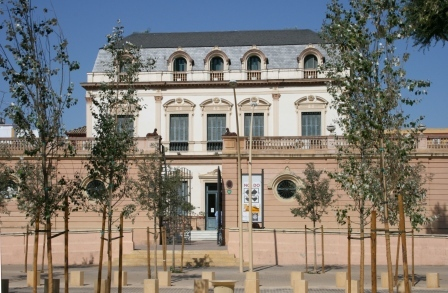
La Casa de las Sirenas, palais du XIXe siècle situé en bordure de la Alameda, appartenant à la ville, utilisé pour diverses activités culturelles (expositions, ateliers).